# Kawachi, Ibaraki
Kawachi (japanska: 河内町?, Kawachi-machi) är en landskommun i Ibaraki prefektur i Japan. 